# Lagenipora laevissima
Lagenipora laevissima är en mossdjursart som beskrevs av Gordon 1984. Lagenipora laevissima ingår i släktet Lagenipora och familjen Celleporidae. Inga underarter finns listade i Catalogue of Life.